# Raadhuis van Weesperkarspel
Het Raadhuis van Weesperkarspel was gelegen aan de Hoogstraat 24 en langs de Vecht met bijgebouwen aan de Kerkstraat 2-6 in Weesp. Het was het gemeentehuis van de Noord-Hollandse voormalige gemeente Weesperkarspel van 1924-1966. 

## Geschiedenis
De gemeente bestond van 1817-1966 en was destijds een van de grootste van Nederland, maar had maar weinig inwoners. De gemeente lag met een grote boog om de vestingstad Weesp heen en grensde verder aan de gemeenten Diemen, Muiden, Naarden, Hilversum, Ankeveen, 's-Graveland, Nigtevecht, Abcoude en Ouder-Amstel.
Het herenhuis werd gebouwd in 1866 als particulier woonhuis met stoep, bordes, lijstgevel en telde twee verdiepingen en een kelder en zolder. Na het overlijden van de laatste bewoonster in 1922 werd het pand aangekocht door de gemeente die tot dan toe vergaderde op diverse locaties in de gemeente en daar buiten zoals de bovenste verdieping van het stadhuis van Weesp. Door de aankoop van het pand beschikte de gemeente na verbouwing eindelijk over een eigen gemeentehuis, echter niet in de grootste plaats van de eigen gemeente, De Geinbrug, maar in het naburige Weesp. Alhoewel de gemeente een van de grootste van Nederland was bestond het college laatstelijk slechts uit burgemeester Dirk Kastelein en één wethouder. Van 1852-1862 was de burgemeester tevens burgemeester van Muiden en van 1866-1891 van Weesp. Administratief werkte Weesperkarspel samen met Weesp. Beide gemeenten deelden enige tijd de gemeentesecretaris.   

### Annexatie
Al eind jaren vijftig had de gemeente Amsterdam zijn oog laten vallen op een groot deel van het grondgebied van de gemeente voor grootschalige woningbouw. Pas na langdurig onderhandelen kreeg Amsterdam op 1 augustus 1966 het grootste deel van het grondgebied van de gemeente in handen. Het overige gedeelte ging voornamelijk naar Weesp. Na opheffing van de gemeente is het pand tot ongeveer 1977 een dependance geweest van de secretarie van de gemeente Amsterdam en daarna voor de huisvesting voor de Sociale dienst van de gemeente Weesp. Sinds 1974 is het een rijksmonument

### Huidig gebruik

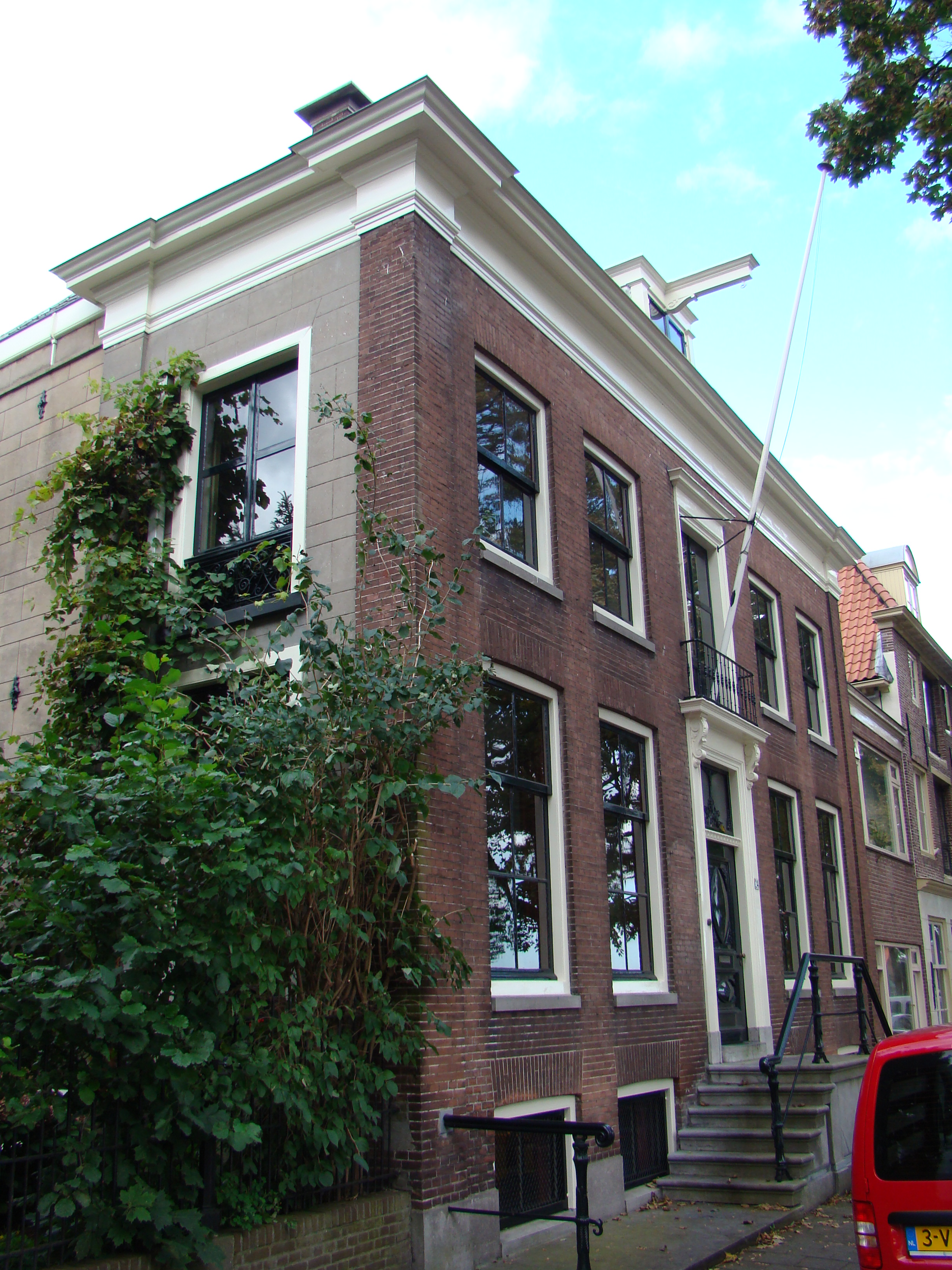
Huidig woonhuis in 2011

Het pand werd particulier verkocht en oogt nog altijd als een gewichtig raadhuis uit het begin van de 19e eeuw. Nu woont er de schrijver en bioloog Midas Dekkers die in de vroegere raadszaal zijn werkkamer heeft. Vanuit deze werkkamer sprak Dekkers in onder meer het televisieprogramma Het ei van Midas. Sinds 2022 staat het pand door de fusie van Weesp met de gemeente Amsterdam in deze gemeente.